# Charles Stuart
Charles Stuart, Conte di Lennox (1555 – 1576), era figlio di Margaret Douglas e di Matthew Stuart.
Era fratello minore di Enrico Stuart, Lord Darnley, secondo marito di Maria Stuarda, regina di Scozia: Charles era quindi zio paterno del re di Scozia e d'Inghilterra Giacomo I.
Margaret Douglas era invece figlia di Margherita Tudor, figlia di Enrico VII d'Inghilterra e sorella di Enrico VIII d'Inghilterra.
Charles aveva quindi come cugini Edoardo VI d'Inghilterra, Maria I d'Inghilterra ed Elisabetta I d'Inghilterra, oltre che Maria Stuart, regina di Scozia.

## Il fratello Enrico Stuart

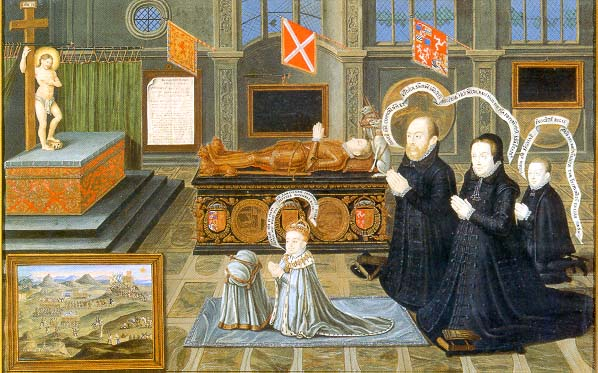
Charles Stuart con i genitori e il nipote Giacomo VI di Scozia accanto alla salma del fratello Enrico, di Livinus De Vogelaare

Visse quasi tutta la vita all'ombra del fratello maggiore Enrico, oggetto dei progetti dinastici e matrimoniali di sua madre Margaret, la quale in effetti riuscì nel suo scopo: far sposare il figlio con Maria Stuarda, figlia del suo fratellastro Giacomo V. Il matrimonio avvenne nel 1565 e dall'unione nacque un bambino, Giacomo, che avrebbe unito in un solo regno la Scozia e l'Inghilterra.
Giacomo rimase figlio unico in quanto il padre venne assassinato nel 1567, probabilmente, per volere di alcuni nobili scozzesi. La colpa ricadde però sulla moglie Maria Stuarda, che fu costretta ad abdicare a favore del figlio Giacomo e venne imprigionata.

## Matrimonio
Nel 1574 furono ospiti presso i Lennox la ricca Bess di Hardwicke e sua figlia Elisabeth Cavendish. Proprio in quel periodo, Charles si ammalò e venne assistito durante la malattia dalle due donne. Quando alla regina Elisabetta I d'Inghilterra arrivò la notizia che Charles ed Elisabeth si erano innamorati e sposati, senza il suo permesso, richiamò a Londra le consuocere Bess e Margaret e le fece imprigionare.
Dal matrimonio nacque nell'autunno del 1575 una bambina, Arbella Stuart.

## Morte
Charles morì di consunzione nella primavera del 1576. Sua moglie Elisabeth visse fino al 1582, dopo di che la bambina fu cresciuta dalla nonna materna.
Entrambe le nonne chiesero che la bambina ereditasse dal padre la contea di Lennox ma la richiesta fu rifiutata perché Charles aveva avuto non un maschio ma una figlia femmina.

## Genealogia
|                                |                                |                                |                                |                                |                                |                         |                         |                  |                  |                  |                  |                |                | Enrico VII d'Inghilterra | Enrico VII d'Inghilterra | Enrico VII d'Inghilterra | Enrico VII d'Inghilterra | Enrico VII d'Inghilterra | Enrico VII d'Inghilterra |                            |                            |                            |                            |                            |                            | Elisabetta di York       | Elisabetta di York       | Elisabetta di York       | Elisabetta di York       | Elisabetta di York       | Elisabetta di York       |                |                |                 |                 |                 |                 |                 |                 |                 |                 |                 |                 |                   |                   |                   |                   |                   |                   |  |  |  |  |  |  |  |  |  |  |  |  |  |  |  |  |  |  |  |  |  |  |  |  |  |  |  |  |  |  |  |  |  |  |  |  |  |  |  |  |  |  |  |  |
|                                |                                |                                |                                |                                |                                |                         |                         |                  |                  |                  |                  |                |                | Enrico VII d'Inghilterra | Enrico VII d'Inghilterra | Enrico VII d'Inghilterra | Enrico VII d'Inghilterra | Enrico VII d'Inghilterra | Enrico VII d'Inghilterra |                            |                            |                            |                            |                            |                            | Elisabetta di York       | Elisabetta di York       | Elisabetta di York       | Elisabetta di York       | Elisabetta di York       | Elisabetta di York       |                |                |                 |                 |                 |                 |                 |                 |                 |                 |                 |                 |                   |                   |                   |                   |                   |                   |  |  |  |  |  |  |  |  |  |  |  |  |  |  |  |  |  |  |  |  |  |  |  |  |  |  |  |  |  |  |  |  |  |  |  |  |  |  |  |  |  |  |  |  |
|                                |                                |                                |                                |                                |                                |                         |                         |                  |                  |                  |                  |                |                |                          |                          |                          |                          |                          |                          |                            |                            |                            |                            |                            |                            |                          |                          |                          |                          |                          |                          |                |                |                 |                 |                 |                 |                 |                 |                 |                 |                 |                 |                   |                   |                   |                   |                   |                   |  |  |  |  |  |  |  |  |  |  |  |  |  |  |  |  |  |  |  |  |  |  |  |  |  |  |  |  |  |  |  |  |  |  |  |  |  |  |  |  |  |  |  |  |
|                                |                                |                                |                                |                                |                                |                         |                         |                  |                  |                  |                  |                |                |                          |                          |                          |                          |                          |                          |                            |                            |                            |                            |                            |                            |                          |                          |                          |                          |                          |                          |                |                |                 |                 |                 |                 |                 |                 |                 |                 |                 |                 |                   |                   |                   |                   |                   |                   |  |  |  |  |  |  |  |  |  |  |  |  |  |  |  |  |  |  |  |  |  |  |  |  |  |  |  |  |  |  |  |  |  |  |  |  |  |  |  |  |  |  |  |  |
|                                |                                |                                |                                | Margherita Tudor               | Margherita Tudor               | Margherita Tudor        | Margherita Tudor        | Margherita Tudor | Margherita Tudor |                  |                  |                |                |                          |                          |                          |                          |                          |                          | Enrico VIII d'Inghilterra  | Enrico VIII d'Inghilterra  | Enrico VIII d'Inghilterra  | Enrico VIII d'Inghilterra  | Enrico VIII d'Inghilterra  | Enrico VIII d'Inghilterra  |                          |                          |                          |                          |                          |                          |                |                |                 |                 |                 |                 | Maria Tudor     | Maria Tudor     | Maria Tudor     | Maria Tudor     | Maria Tudor     | Maria Tudor     |                   |                   |                   |                   |                   |                   |  |  |  |  |  |  |  |  |  |  |  |  |  |  |  |  |  |  |  |  |  |  |  |  |  |  |  |  |  |  |  |  |  |  |  |  |  |  |  |  |  |  |  |  |
|                                |                                |                                |                                | Margherita Tudor               | Margherita Tudor               | Margherita Tudor        | Margherita Tudor        | Margherita Tudor | Margherita Tudor |                  |                  |                |                |                          |                          |                          |                          |                          |                          | Enrico VIII d'Inghilterra  | Enrico VIII d'Inghilterra  | Enrico VIII d'Inghilterra  | Enrico VIII d'Inghilterra  | Enrico VIII d'Inghilterra  | Enrico VIII d'Inghilterra  |                          |                          |                          |                          |                          |                          |                |                |                 |                 |                 |                 | Maria Tudor     | Maria Tudor     | Maria Tudor     | Maria Tudor     | Maria Tudor     | Maria Tudor     |                   |                   |                   |                   |                   |                   |  |  |  |  |  |  |  |  |  |  |  |  |  |  |  |  |  |  |  |  |  |  |  |  |  |  |  |  |  |  |  |  |  |  |  |  |  |  |  |  |  |  |  |  |
|                                |                                |                                |                                |                                |                                |                         |                         |                  |                  |                  |                  |                |                |                          |                          |                          |                          |                          |                          |                            |                            |                            |                            |                            |                            |                          |                          |                          |                          |                          |                          |                |                |                 |                 |                 |                 |                 |                 |                 |                 |                 |                 |                   |                   |                   |                   |                   |                   |  |  |  |  |  |  |  |  |  |  |  |  |  |  |  |  |  |  |  |  |  |  |  |  |  |  |  |  |  |  |  |  |  |  |  |  |  |  |  |  |  |  |  |  |
| Giacomo V di Scozia            | Giacomo V di Scozia            | Giacomo V di Scozia            | Giacomo V di Scozia            | Giacomo V di Scozia            | Giacomo V di Scozia            | Margaret Douglas        | Margaret Douglas        | Margaret Douglas | Margaret Douglas | Margaret Douglas | Margaret Douglas |                |                | Maria I d'Inghilterra    | Maria I d'Inghilterra    | Maria I d'Inghilterra    | Maria I d'Inghilterra    | Maria I d'Inghilterra    | Maria I d'Inghilterra    | Elisabetta I d'Inghilterra | Elisabetta I d'Inghilterra | Elisabetta I d'Inghilterra | Elisabetta I d'Inghilterra | Elisabetta I d'Inghilterra | Elisabetta I d'Inghilterra | Edoardo VI d'Inghilterra | Edoardo VI d'Inghilterra | Edoardo VI d'Inghilterra | Edoardo VI d'Inghilterra | Edoardo VI d'Inghilterra | Edoardo VI d'Inghilterra |                |                | Frances Brandon | Frances Brandon | Frances Brandon | Frances Brandon | Frances Brandon | Frances Brandon | Eleanor Brandon | Eleanor Brandon | Eleanor Brandon | Eleanor Brandon | Eleanor Brandon   | Eleanor Brandon   |                   |                   |                   |                   |  |  |  |  |  |  |  |  |  |  |  |  |  |  |  |  |  |  |  |  |  |  |  |  |  |  |  |  |  |  |  |  |  |  |  |  |  |  |  |  |  |  |  |  |
| Giacomo V di Scozia            | Giacomo V di Scozia            | Giacomo V di Scozia            | Giacomo V di Scozia            | Giacomo V di Scozia            | Giacomo V di Scozia            | Margaret Douglas        | Margaret Douglas        | Margaret Douglas | Margaret Douglas | Margaret Douglas | Margaret Douglas |                |                | Maria I d'Inghilterra    | Maria I d'Inghilterra    | Maria I d'Inghilterra    | Maria I d'Inghilterra    | Maria I d'Inghilterra    | Maria I d'Inghilterra    | Elisabetta I d'Inghilterra | Elisabetta I d'Inghilterra | Elisabetta I d'Inghilterra | Elisabetta I d'Inghilterra | Elisabetta I d'Inghilterra | Elisabetta I d'Inghilterra | Edoardo VI d'Inghilterra | Edoardo VI d'Inghilterra | Edoardo VI d'Inghilterra | Edoardo VI d'Inghilterra | Edoardo VI d'Inghilterra | Edoardo VI d'Inghilterra |                |                | Frances Brandon | Frances Brandon | Frances Brandon | Frances Brandon | Frances Brandon | Frances Brandon | Eleanor Brandon | Eleanor Brandon | Eleanor Brandon | Eleanor Brandon | Eleanor Brandon   | Eleanor Brandon   |                   |                   |                   |                   |  |  |  |  |  |  |  |  |  |  |  |  |  |  |  |  |  |  |  |  |  |  |  |  |  |  |  |  |  |  |  |  |  |  |  |  |  |  |  |  |  |  |  |  |
|                                |                                |                                |                                |                                |                                |                         |                         |                  |                  |                  |                  |                |                |                          |                          |                          |                          |                          |                          |                            |                            |                            |                            |                            |                            |                          |                          |                          |                          |                          |                          |                |                |                 |                 |                 |                 |                 |                 |                 |                 |                 |                 |                   |                   |                   |                   |                   |                   |  |  |  |  |  |  |  |  |  |  |  |  |  |  |  |  |  |  |  |  |  |  |  |  |  |  |  |  |  |  |  |  |  |  |  |  |  |  |  |  |  |  |  |  |
| Maria Stuart, regina di Scozia | Maria Stuart, regina di Scozia | Maria Stuart, regina di Scozia | Maria Stuart, regina di Scozia | Maria Stuart, regina di Scozia | Maria Stuart, regina di Scozia | Enrico Stuart           | Enrico Stuart           | Enrico Stuart    | Enrico Stuart    | Enrico Stuart    | Enrico Stuart    | Charles Stuart | Charles Stuart | Charles Stuart           | Charles Stuart           | Charles Stuart           | Charles Stuart           |                          |                          |                            |                            |                            |                            | Jane Grey                  | Jane Grey                  | Jane Grey                | Jane Grey                | Jane Grey                | Jane Grey                | Catherine Grey           | Catherine Grey           | Catherine Grey | Catherine Grey | Catherine Grey  | Catherine Grey  | Mary Grey       | Mary Grey       | Mary Grey       | Mary Grey       | Mary Grey       | Mary Grey       |                 |                 | Margaret Clifford | Margaret Clifford | Margaret Clifford | Margaret Clifford | Margaret Clifford | Margaret Clifford |  |  |  |  |  |  |  |  |  |  |  |  |  |  |  |  |  |  |  |  |  |  |  |  |  |  |  |  |  |  |  |  |  |  |  |  |  |  |  |  |  |  |  |  |
| Maria Stuart, regina di Scozia | Maria Stuart, regina di Scozia | Maria Stuart, regina di Scozia | Maria Stuart, regina di Scozia | Maria Stuart, regina di Scozia | Maria Stuart, regina di Scozia | Enrico Stuart           | Enrico Stuart           | Enrico Stuart    | Enrico Stuart    | Enrico Stuart    | Enrico Stuart    | Charles Stuart | Charles Stuart | Charles Stuart           | Charles Stuart           | Charles Stuart           | Charles Stuart           |                          |                          |                            |                            |                            |                            | Jane Grey                  | Jane Grey                  | Jane Grey                | Jane Grey                | Jane Grey                | Jane Grey                | Catherine Grey           | Catherine Grey           | Catherine Grey | Catherine Grey | Catherine Grey  | Catherine Grey  | Mary Grey       | Mary Grey       | Mary Grey       | Mary Grey       | Mary Grey       | Mary Grey       |                 |                 | Margaret Clifford | Margaret Clifford | Margaret Clifford | Margaret Clifford | Margaret Clifford | Margaret Clifford |  |  |  |  |  |  |  |  |  |  |  |  |  |  |  |  |  |  |  |  |  |  |  |  |  |  |  |  |  |  |  |  |  |  |  |  |  |  |  |  |  |  |  |  |
|                                |                                |                                |                                |                                |                                |                         |                         |                  |                  |                  |                  |                |                |                          |                          |                          |                          |                          |                          |                            |                            |                            |                            |                            |                            |                          |                          |                          |                          |                          |                          |                |                |                 |                 |                 |                 |                 |                 |                 |                 |                 |                 |                   |                   |                   |                   |                   |                   |  |  |  |  |  |  |  |  |  |  |  |  |  |  |  |  |  |  |  |  |  |  |  |  |  |  |  |  |  |  |  |  |  |  |  |  |  |  |  |  |  |  |  |  |
|                                |                                | Giacomo I d'Inghilterra        | Giacomo I d'Inghilterra        | Giacomo I d'Inghilterra        | Giacomo I d'Inghilterra        | Giacomo I d'Inghilterra | Giacomo I d'Inghilterra |                  |                  |                  |                  |                |                | Arbella Stuart           | Arbella Stuart           | Arbella Stuart           | Arbella Stuart           | Arbella Stuart           | Arbella Stuart           |                            |                            |                            |                            |                            |                            |                          |                          |                          |                          |                          |                          |                |                |                 |                 |                 |                 |                 |                 |                 |                 |                 |                 | ebbe discendenza  | ebbe discendenza  | ebbe discendenza  | ebbe discendenza  | ebbe discendenza  | ebbe discendenza  |  |  |  |  |  |  |  |  |  |  |  |  |  |  |  |  |  |  |  |  |  |  |  |  |  |  |  |  |  |  |  |  |  |  |  |  |  |  |  |  |  |  |  |  |
|                                |                                | Giacomo I d'Inghilterra        | Giacomo I d'Inghilterra        | Giacomo I d'Inghilterra        | Giacomo I d'Inghilterra        | Giacomo I d'Inghilterra | Giacomo I d'Inghilterra |                  |                  |                  |                  |                |                | Arbella Stuart           | Arbella Stuart           | Arbella Stuart           | Arbella Stuart           | Arbella Stuart           | Arbella Stuart           |                            |                            |                            |                            |                            |                            |                          |                          |                          |                          |                          |                          |                |                |                 |                 |                 |                 |                 |                 |                 |                 |                 |                 | ebbe discendenza  | ebbe discendenza  | ebbe discendenza  | ebbe discendenza  | ebbe discendenza  | ebbe discendenza  |  |  |  |  |  |  |  |  |  |  |  |  |  |  |  |  |  |  |  |  |  |  |  |  |  |  |  |  |  |  |  |  |  |  |  |  |  |  |  |  |  |  |  |  |

### Ascendenza
|                                      |                |                                     | Genitori                               |  |  | Nonni |  |  | Bisnonni                            |  |  | Trisnonni                         |  |
|                                      |                |                                     |                                        |  |  |       |  |  | Matthew Stewart, IV conte di Lennox |  |  | John Stewart, III conte di Lennox |  |
|                                      |                |                                     |                                        |  |  |       |  |  | Matthew Stewart, IV conte di Lennox |  |  | John Stewart, III conte di Lennox |  |
|                                      |                | Margaret Montgomerie                |                                        |  |  |       |  |  | Matthew Stewart, IV conte di Lennox |  |  |                                   |  |
| John Stewart, III conte di Lennox    |                |                                     |                                        |  |  |       |  |  | Matthew Stewart, IV conte di Lennox |  |  |                                   |  |
|                                      |                | Elizabeth Hamilton                  | James Hamilton, I lord Hamilton        |  |  |       |  |  |                                     |  |  |                                   |  |
|                                      |                | Elizabeth Hamilton                  | James Hamilton, I lord Hamilton        |  |  |       |  |  |                                     |  |  |                                   |  |
|                                      |                | Elizabeth Hamilton                  | Mary Stewart                           |  |  |       |  |  |                                     |  |  |                                   |  |
| Matthew Stuart, IV conte di Lennox   |                | Elizabeth Hamilton                  |                                        |  |  |       |  |  |                                     |  |  |                                   |  |
|                                      |                | John Stewart, I conte di Atholl     | James Stewart                          |  |  |       |  |  |                                     |  |  |                                   |  |
|                                      |                | John Stewart, I conte di Atholl     | James Stewart                          |  |  |       |  |  |                                     |  |  |                                   |  |
|                                      |                | John Stewart, I conte di Atholl     | Joan Beaufort                          |  |  |       |  |  |                                     |  |  |                                   |  |
| Elizabeth Stewart                    |                | John Stewart, I conte di Atholl     |                                        |  |  |       |  |  |                                     |  |  |                                   |  |
|                                      |                | Eleanor Sinclair                    | William Sinclair, I conte di Caithness |  |  |       |  |  |                                     |  |  |                                   |  |
|                                      |                | Eleanor Sinclair                    | William Sinclair, I conte di Caithness |  |  |       |  |  |                                     |  |  |                                   |  |
|                                      |                | Eleanor Sinclair                    | Marjory Sutherland                     |  |  |       |  |  |                                     |  |  |                                   |  |
| Charles Stuart, I conte di Lennox    |                | Eleanor Sinclair                    |                                        |  |  |       |  |  |                                     |  |  |                                   |  |
|                                      | George Douglas | Archibald Douglas, V conte di Angus |                                        |  |  |       |  |  |                                     |  |  |                                   |  |
|                                      | George Douglas | Archibald Douglas, V conte di Angus |                                        |  |  |       |  |  |                                     |  |  |                                   |  |
|                                      | George Douglas | Elizabeth Boyd                      |                                        |  |  |       |  |  |                                     |  |  |                                   |  |
| Archibald Douglas, VI conte di Angus | George Douglas |                                     |                                        |  |  |       |  |  |                                     |  |  |                                   |  |
|                                      |                | Elizabeth Drummond                  | John Drummond, I lord Drummond         |  |  |       |  |  |                                     |  |  |                                   |  |
|                                      |                | Elizabeth Drummond                  | John Drummond, I lord Drummond         |  |  |       |  |  |                                     |  |  |                                   |  |
|                                      |                | Elizabeth Drummond                  | Elizabeth Lindsay                      |  |  |       |  |  |                                     |  |  |                                   |  |
| Margaret Douglas                     |                | Elizabeth Drummond                  |                                        |  |  |       |  |  |                                     |  |  |                                   |  |
|                                      |                | Henry VII, re d'Inghilterra         | Edmund Tudor, I conte di Richmond      |  |  |       |  |  |                                     |  |  |                                   |  |
|                                      |                | Henry VII, re d'Inghilterra         | Edmund Tudor, I conte di Richmond      |  |  |       |  |  |                                     |  |  |                                   |  |
|                                      |                | Henry VII, re d'Inghilterra         | Margaret Beaufort                      |  |  |       |  |  |                                     |  |  |                                   |  |
| Margaret Tudor                       |                | Henry VII, re d'Inghilterra         |                                        |  |  |       |  |  |                                     |  |  |                                   |  |
|                                      |                | Elizabeth di York                   | Edward IV, re d'Inghilterra            |  |  |       |  |  |                                     |  |  |                                   |  |
|                                      |                | Elizabeth di York                   | Edward IV, re d'Inghilterra            |  |  |       |  |  |                                     |  |  |                                   |  |
|                                      |                | Elizabeth di York                   | Elizabeth Woodville                    |  |  |       |  |  |                                     |  |  |                                   |  |
|                                      |                | Elizabeth di York                   |                                        |  |  |       |  |  |                                     |  |  |                                   |  |